# Steinkirche Scharzfeld
Koordinaten: 51° 37′ 59,9″ N, 10° 22′ 38,6″ O

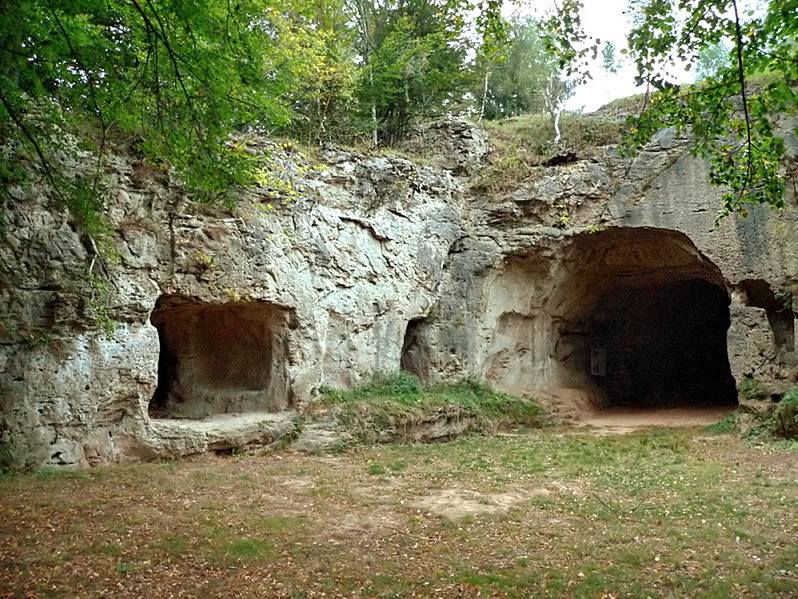
Großer Höhleneingang der Steinkirche; rechts daneben die in den Fels geschlagene Kanzel, links eine Nische

Die Steinkirche Scharzfeld im Harz ist eine Höhle beim Herzberger Ortsteil Scharzfeld im Landkreis Göttingen in Südniedersachsen.
Es handelt sich um eine rundbogige Höhle in Dolomitfelsen. Sie ist etwa 28 m lang, 6 bis 8 m hoch und ebenso breit. In der Altsteinzeit diente die Höhle Rentierjägern als Lagerplatz. Im Mittelalter wurde sie zu einem Kirchenraum mit Friedhofsvorplatz, der ab dem 16. Jahrhundert in Vergessenheit geriet.

## Geographische Lage
Die Steinkirche Scharzfeld liegt im Naturpark Harz. Sie befindet sich auf dem Südsüdwesthang des Steinbergs (ca. 341 m ü. NHN), der sich nördlich oberhalb des Herzberger Ortsteils Scharzfeld zwischen dem Tal der Bremke im Osten und dem Mönchetal im Osten erhebt. 
Die auf etwa 290 m Höhe befindliche Höhle liegt innerhalb des Naturschutzgebietes Steinberg bei Scharzfeld. Vorbei führt der Karstwanderweg.

## Geschichte

### Frühgeschichte

Rekonstruktion von steinzeitlichem Leben vor der Höhle

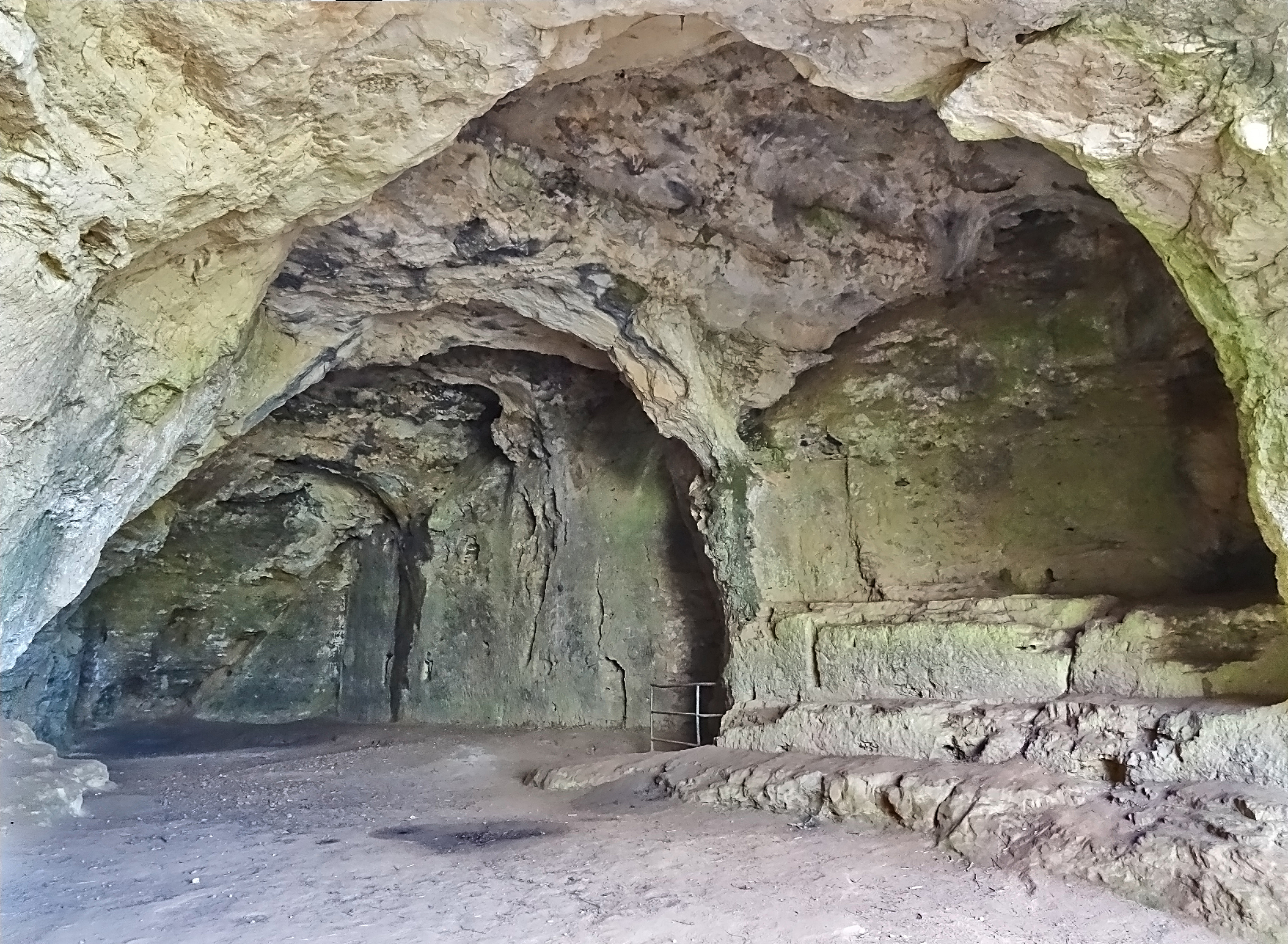
Das Höhleninnere

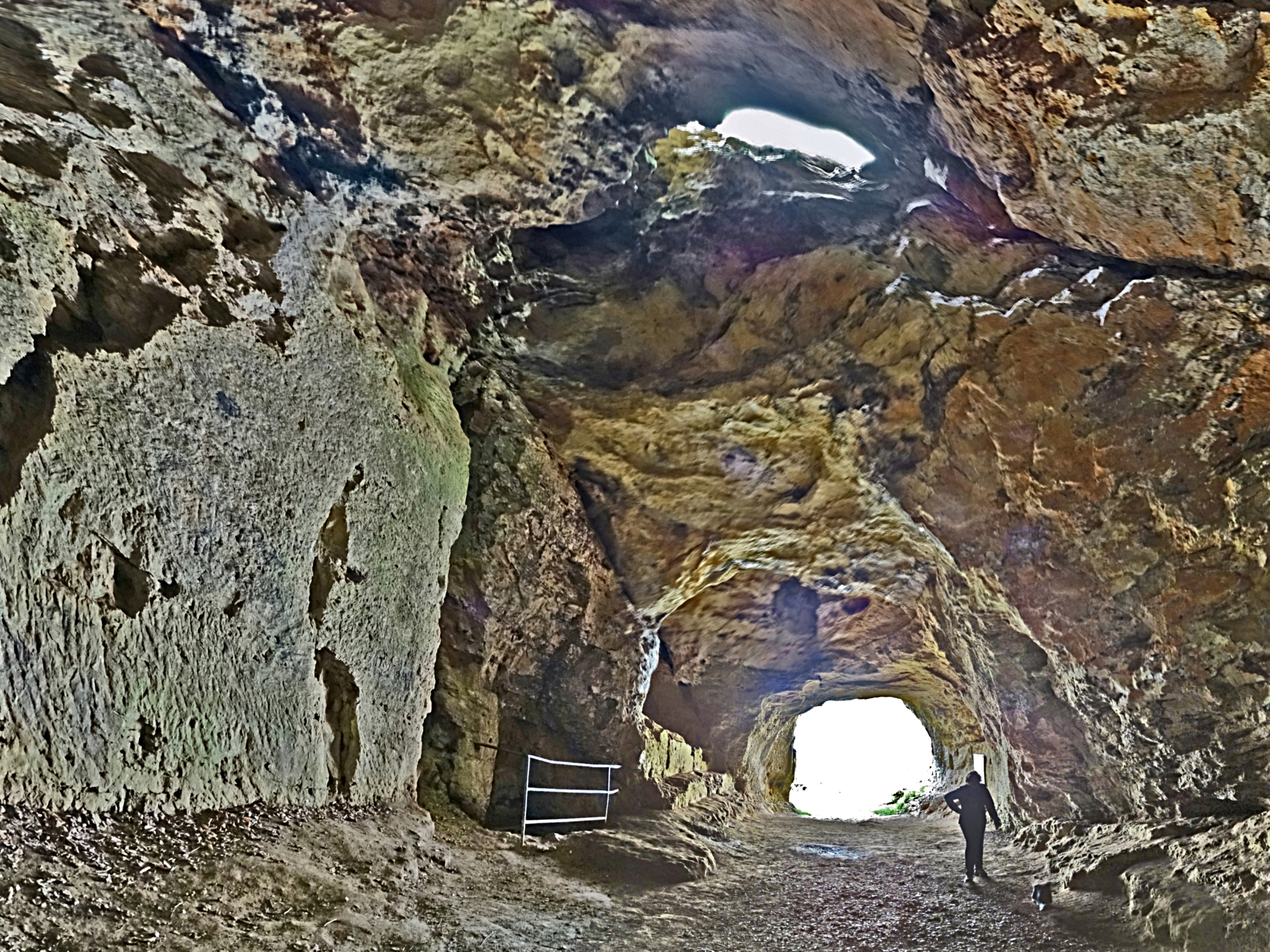
Blick aus der Höhle heraus

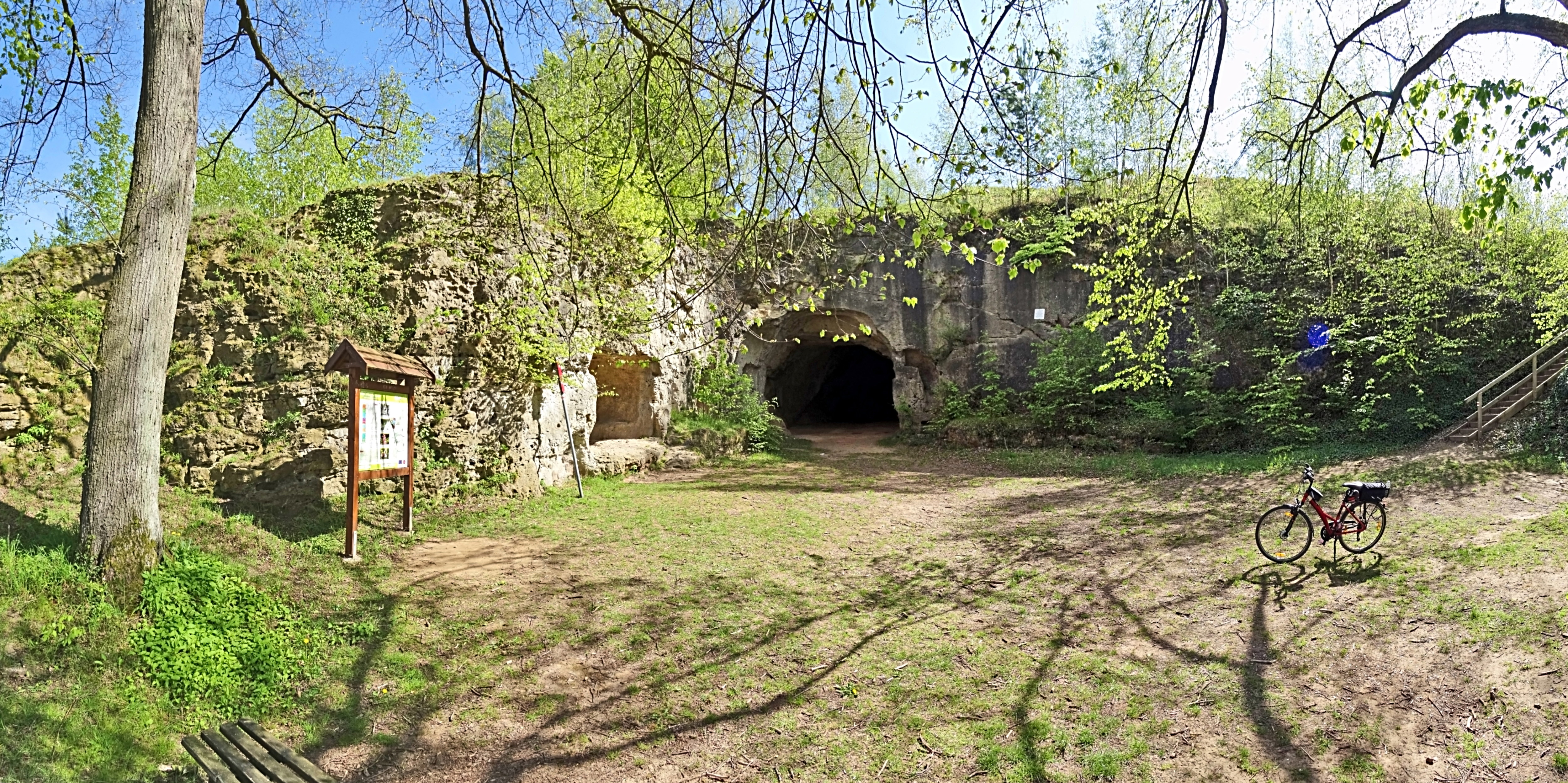
Steinkirche mit Vorplatz

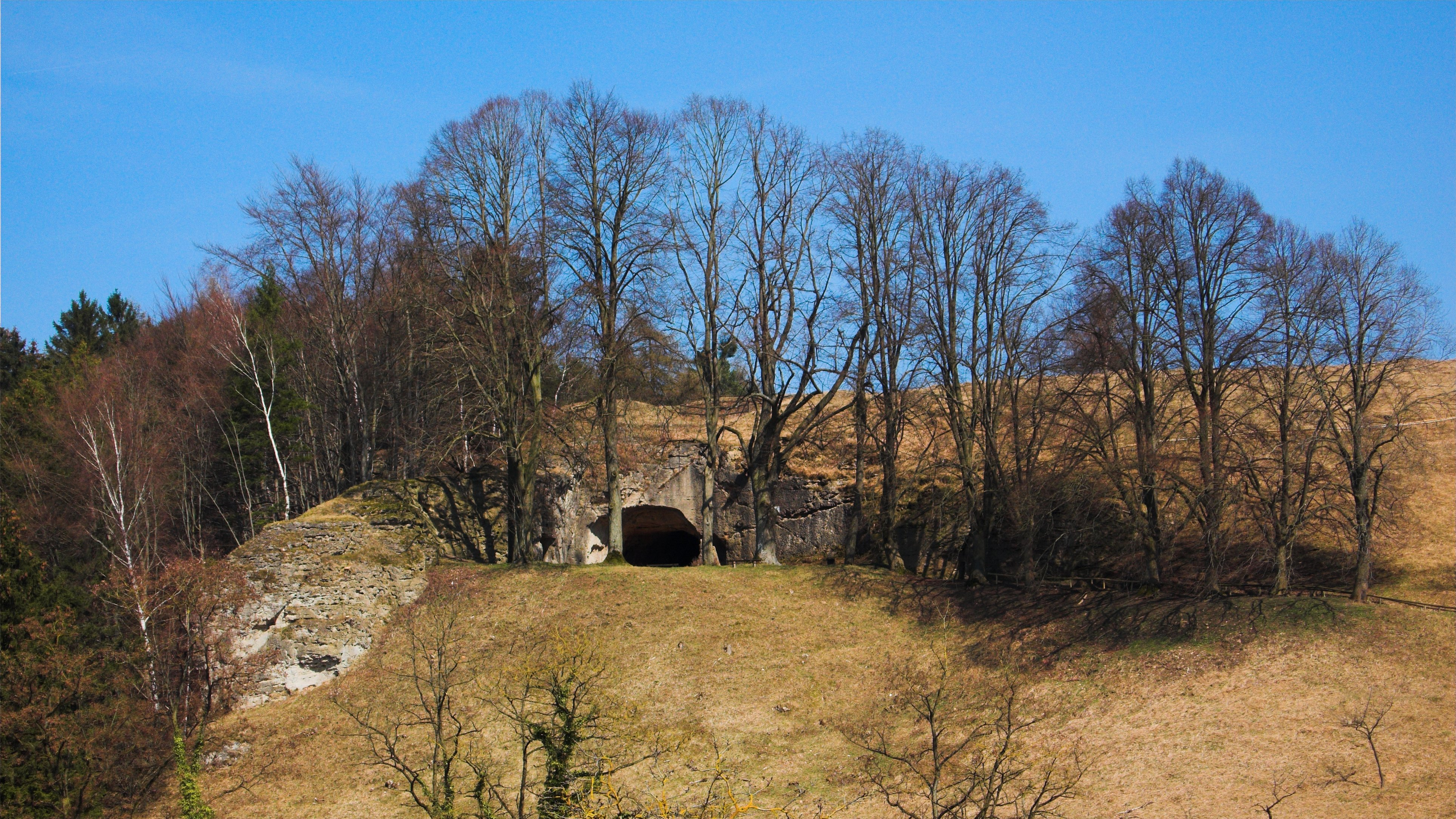
Blick vom Schweinekopf südostwärts zum Felsmassiv der Steinkirche

Eine archäologische Ausgrabung des Höhlengrundes und des äußeren Vorplatzes erfolgte von 1925 bis 1928. Dabei wurde altsteinzeitliches Fundmaterial aus der Zeit zwischen 15.000 und 8.000 v. Chr. geborgen. Während der Ausgrabung war dies das älteste archäologische Material, das bis dahin in Niedersachsen entdeckt worden war. Bei den Funden handelte es sich um Feuersteinmesser, eine Knochennadel und Tierknochen. Aufgrund vergleichbarer Funde in Frankreich ließen sich die Fundstücke Rentierjägern in einer späteiszeitlichen Umgebung zurechnen. Sie hatten sich hier einen Rastplatz geschaffen. Auch danach nutzten Jägergruppen den Ort für kurze Aufenthalte, so mittelsteinzeitliche Waldjäger um 5.000 v. Chr. und Menschen während der vorrömischen Eisenzeit um 500 v. Chr.

### Mittelalter
Ab dem 9. Jahrhundert diente die Höhle als Kirchenraum. Davon zeugt eine in den Fels geschlagene Kanzel am Eingang. Außerdem wurde aus dem Stein eine Nische zu einem Altar herausgehauen. Der Höhleneingang war damals mit einem Vorbau verschlossen. Darauf deuten vorgefundene Fundament- und Dachziegelreste.
Auf dem Vorplatz vor der Höhle fanden in mittelalterlicher Zeit bis ins 16. Jahrhundert etwa 100 Bestattungen im Erdboden statt. Der Zeitraum ließ sich anhand von Münzfunden bestimmen. Die Toten wurden überwiegend in Holzsärgen bestattet. Im Unterschied dazu war eine Grabstelle ein reines Steingrab, das in den steinernen Untergrund geschlagen worden war. Es lag unmittelbar vor der Kanzel der Steinkirche und enthielt das Skelett einer Frau. Die Höhle wurde 1586 zum letzten Mal urkundlich erwähnt.

## Sagen
Um die Steinkirche ranken sich eine Reihe von Sagen und Legenden. So soll der Missionar Bonifatius im 8. Jahrhundert die Höhle mit einem hölzernen Hammer aus dem Fels gehauen haben. In der nahegelegenen Oder habe er Heiden getauft.
Eine weitere Legende bringt als Fabeltier ein Einhorn ins Spiel, nach dem die bei Scharzfeld gelegene Einhornhöhle benannt ist. In der höhlenartigen Steinkirche habe in heidnischer Zeit eine alte und weise Frau gelebt, die wahrscheinlich als Wahrsagerin Ratsuchenden geholfen habe. Eines Tages habe sie ein Mönch in schwarzer Kutte in Begleitung fränkischer Krieger vertrieben. Ein Einhorn soll sie vor ihren Verfolgern geschützt haben. Die Frau schloss sich der Hexengemeinde an. Danach sei der schwarze Mönch in einem Erdloch verschwunden, was zur Entdeckung der Einhornhöhle geführt habe.